# Charles Paige
Charles Paige (Blackburn, 7 juli 2001) is een Brits wielrenner die in 2024 prof werd bij TDT-Unibet Cycling Team.

## Carrière
Tussen 2020 en 2023 reed Paige voor verschillende Franse amateurclubs. Tijdens zijn tijd in Frankrijk werd hij onder meer vijfde in La Maurienne (in 2022) en vierde in het eindklassement van de Ronde van de Aostavallei (in 2023).
In 2024 werd Paige prof bij TDT-Unibet Cycling Team. Zijn debuut voor de ploeg maakte hij in de Ronde van Antalya. Later dat jaar nam hij deel aan onder meer de Internationale Wielerweek, de Ronde van de Alpen en de Famenne Ardenne Classic.

## Palmares
2023
3e etappe Tour du Piémont Pyrénéen
Eindklassement Tour du Piémont Pyrénéen

## Ploegen
- 2024 –  TDT-Unibet Cycling Team
- 2025 –  Unibet Tietema Rockets

Bloem · Bomboi · Bouts · Budding · Christophersen · de Vries · Geleijn · Huens · Huyet · Inkelaar · Johannink · Kopecký · Kyffin · Loockx · Maire · Nielsen · Paige · Pedersen · Stockman · Stokbro · Ťoupalík
Bloem · Bomboi · Budding · Carboni · Christophersen · de Vries · Eiking · Geleijn · Huens · Huyet · Inkelaar · Johannink · Kopecký · Kubiš · Kyffin · Loockx · Maire · Meris · Mouris · Nielsen · Paige · Stockman · Stokbro · Ťoupalík · Verschuren